# 諫早茂敬
諫早 茂敬（いさはや しげよし）は、江戸時代前期の武士。肥前国佐賀藩士。諫早鍋島家（諫早氏）3代当主。

## 略歴
慶長14年（1609年）、2代諫早邑主・諫早直孝の子として誕生。
寛永14年（1637年）、鍋島勝茂に従い島原の乱に出陣し、原城の攻略で先手として武功を挙げた。正保4年（1647年）、長崎に通商を求めて来航したポルトガル船の警戒をした。
慶安5年（1652年）、死去。

## 系譜
- 父：諫早直孝（1574-1635）
- 母：彦菊 - 鍋島直茂三女
- 室：宝乗院 - 鍋島勝茂娘
- 生母不明の子女
  - 男子：諫早茂清
  - 男子：諫早茂孝
  - 男子：諫早茂真（1636-1672）
  - 男子：成富独幽 - 茂階、成富茂安の養子、佐賀藩士で画家
  - 女子：鍋島直之正室 - 後に離縁